# Критика религии
Критика религии, религиозной веры и представлений о сверхъестественном включает критику идей, их соответствия реальности, критику религиозных практик, их социальных и политических последствий. Религиовед Томас Твид писал, что религия не просто может давать смысл на личном уровне, религии, которые претендуют на высшую власть, влияют на общество, и это влияние может быть как позитивным, так и негативным. Религия действовала как охранительная сила, защищающая различные формы дискриминации, так и как преобразующая сила, побуждающая к социальным изменениям.

## История
Многие приверженцы христианства из европейской элиты и среднего класса были вовлечены в викторианский духовный кризис, когда сошлись воедино различные интеллектуальные вызовы. В период между 1840 и 1900 годами некоторые европейцы отошли от религиозной веры под влиянием дарвиновской биологии и новой геологии, которые оспаривали библейские представления о происхождении и возрасте вселенной; нового исторического и литературного направления в изучении Библии, называемого высшей критикой, оспаривавшего представление о богодухновенности Писания было божественно вдохновлено; нового сравнительного изучения религий, которое оспаривало уникальность и превосходство христианства. Некоторые верующие стремились сохранить свою веру, творчески переосмысливая традиционные учения в новых условиях. Так, ряд теологов и мыслителей переосмысли библейский рассказ о творении мира за семь дней, предложив понимать эти дни как серию эволюционных эпох. К началу XX века эволюция стала рассматриваться этими мыслителями как средство, которым Бог творил.
В XIX веке сформировался научный атеизм, основанный на естественных науках, дарвинизме и рационализме эпохе Просвещения. Зарождение марксистско-ленинского атеизма в его понимании в СССР связано с развитием немецкой философии Гегеля и Людвига Фейербаха. Фейербах утверждал, что религия осуществляет власть над человеческим разумом посредством обмана и нагнетания страха перед мистическими силами Небес, и считал, что религиозные смыслы должны быть интеллектуально и эмоционально разрушены, все прежние религиозные институты и религиозные сооружения должны быть уничтожены в настоящем и искоренены из памяти грядущих поколений, чтобы они никогда не смогли вернуть себе власть над сознанием людей. Он считал, что религиозный «обман» не достоин никакого компромисса или терпимости. Освобождение внутреннего человеческого достоинства от господства иллюзорных образов человеческого разума в форме религиозных верований, по мнению Фейербаха, может быть достигнуто только в том случае, если традиционная вера будет беспощадно уничтожена более достойной и гуманизирующей интеллектуальной системой.
Молодой Карл Маркс был очарован «гуманистическим интересом» Фейербаха и безоговорочно принял открытый бунт Фейербаха против могущественной традиции христианства как интеллектуальное откровение. В самом начале своей карьеры Маркс начал считать, что высшие цели человечества оправдывают любой радикализм, не только интеллектуальный, но также социальный и политический. Отвергая всю религиозную мысль, Маркс считал вклад религии на протяжении веков несущественным и не имеющим отношения к будущему человечества. Автономия человечества от царства сверхъестественных сил рассматривалась Марксом как аксиоматическая онтологическая истина, разрабатывавшаяся с древнейших времен, и он считал её имеющей ещё более почтенную традицию, чем христианство. Маркс считал, что религия была захвачена правящими классами и постепенно она превратилась в инструмент интеллектуального и эмоционального контроля над массами; как таковая религия — это опиум (наркотик), который даёт эмоциональный выход из реального мира.
Научный атеизм стал неотъемлемой частью марксистско-ленинского мировоззрения. Он был основан на взгляде на мир и человека в рамках диалектического и исторического материализма. Будучи философской наукой, научный атеизм исходит из основных положений диалектического и исторического материализма как в объяснении происхождения религии, так и в научной критике религии. Классики марксизма и большая группа советских философов не рассматривали атеизм как самостоятельное, отдельное от материализма учение, однако в послесталинский период «научный атеизм» был объявлен «единственно правильным учением», стал отдельной философской дисциплиной и самостоятельной наукой со собственными предметом исследования и проблемным полем.
В XX веке функция религии по созданию смысла снова подверглась критике в результате событий мировых войн, атомных бомбардировок и Холокоста. Некоторые евреи, включая выжившего в Освенциме Эли Визеля, выступили с критикой библейского Бога, который должен был защищать свой избранный народ. В своих мемуарах «Ночь», Визель писал о чувстве протеста, которое возникло в нём, когда он наблюдал, как детей отправляли в лагерный крематорий, где их тела «превращались в завитки дыма под тихим голубым небом». Эти моменты, писал он, «убили моего Бога и мою душу».
В позднюю викторианскую эпоху было принято писать о «войне между наукой и религией» и предполагать, что эти две сферы культуры всегда должны находиться в конфликте. Однако позднее историки науки отошли от подобных взглядов. Тезис о конфликте, по крайней мере в его простой формулировке, в настоящее время широко воспринимается как ошибочная интеллектуальная основа для построения реалистичной историографии западной науки. Историк науки Джон Брук писал, что в своих традиционных формах тезис конфликта был в значительной степени дискредитирован. Согласно Гэри Фернгрену, хотя точка зрения Брука о преобладании тезиса комплексности, над тезисом конфликта получила широкое признание среди профессиональных историков науки, традиционная позиция остаётся сильной в других сферах, не в последнюю очередь в общественном сознании.
В начале XXI века получила известность критика религии представителями нового атеизма. Основные авторы этого направления получили наименование «четыре всадника атеизма» (Ричард Докинз, Кристофер Хитченс, Дэниел Деннет и Сэм Харрис). Их идеи на тему критики религиозных нарративов, изложенные в книгах, научных статьях и выступлениях, породили дебаты в различных областях исследования и активно цитируются в популярных СМИ. В книге «Конец веры» философ Сэм Харрис акцентировал внимание на том, что он считал негативными качествами религии, включая насилие. В книге «Разрушение заклятия» философ Дэниел Деннетт сосредоточился на вопросе «почему мы верим в странные вещи». Книга «Бог как иллюзия» биолога Ричарда Докинза обсуждает различные аспекты, связанные с религией. В работе «Бог не велик» журналист и полемист Кристофер Хитченс утверждал, что религиозные силы посягают на человеческое достоинство, и писал о коррупции в религиозных организациях.

## Вопрос о научном познании
Существуют различные подходы к вопросу о возможности познания сверхъестественного методами науки. Согласно одному подходу (отражённому, в частности, в заявлении Национальной академии наук США, NAS), наука имеет дело только с теми вопросами, которые касаются естественных явлений, тогда как всё сверхъестественное относится к сфере религии. Сверхъестественные сущности не являются частью природы, они не могут быть изучены наукой. Естественные процессы в принципе воспроизводимы и, следовательно, могут быть независимо проверены исследователями. Если предполагается существование сил, которые находятся вне природы, у учёных нет возможности ни подтвердить, ни опровергнуть эти объяснения. Наука и религия имеют дело с разными мирами, поэтому наука не может иметь весомого, обоснованного мнения о религии и сфере сверхъестественного. Представители многих «прогрессивных» конфессий высказывались в подобном ключе. По мнению философа науки Роберта Пеннока, «[если бы] мы могли применить естественные знания к пониманию сверхъестественных сил, то эти силы по определению не были бы сверхъестественными». Согласно Оксфордскому словарю английского языка, сверхъестественное это «принадлежащее сфере или системе, которая выходит за рамки природы, как божественные, волшебные или призрачные существа; приписываемое некоей силе, не допускающей научного толкования или выходящей за рамки законов природы, а также проявление этой силы; оккультное, паранормальное».
Согласно другому подходу, наука вполне способна к проверке сверхъестественного. Согласно верующим в сверхъестественное, эта сфера оказывает влияние на естественный мир (идея влияния сверхъестественного на наш мир и является сутью религии); следовательно это влияние может быть предметом научной проверки; биолог Джерри Койн пишет, что наука не раз осуществляла такую проверку, исследовала «свидетельства» о сверхъестественном, и могла бы обнаружить какие-то доказательства, но не обнаружила. Так, различные научные исследования, посвящённые влиянию молитвы, не дали положительных результатов. Попытки демонстрации паранормальных явлений также не удались — в представлениях, касающихся медицины, где речь идёт о нетрадиционных методах «лечения» (целительные прикосновения, вдыхание цветочных ароматов, применение магнитов и др.), так и в других областях, включая экстрасенсорное восприятие, телекинез, память о прошлой жизни. Наука и более простые исследования открыли естественные причины большого числа «чудес». Если же речь идёт о чём-то, совершенно не проявляющемся и не способном проявиться, то нет оснований предполагать его существование.

## Логика и методология
С научной точки зрения, гипотеза о существовании Бога (и связанных с ним понятий душа, дух, рай, ад и т. д.) не отвечает критерию Поппера, так как не имеется и не предполагается возможности проверки этого научным методом. Как следствие, любые рассуждения о его существовании не являются строго научными. Биолог и популяризатор науки Ричард Докинз в книге «Бог как иллюзия» писал, что теорией естественного отбора и подобными научными теориями, показывающими богатство и сложность Вселенной, мир объясняется лучше, чем «гипотезой бога», согласно которой мир спроектирован высшим разумом. Креационизм не даёт удовлетворительного ответа на вопрос о причинах возникновения и существования самого Творца или верховного существа, обычно просто постулируя его безначальность.
Верующие в сверхъестественное претендуют на знание чего-то в принципе не доступного для науки, что представляет собой необоснованное утверждение. Верующие в сверхъестественное часто демонстрируют предвзятость подтверждения, при котором отрицательные результаты, опровергающие существование сверхъестественного, отбрасываются под разными предлогами («Бог не позволяет себя испытывать» и др.), а предполагаемые верующими положительные результаты некритически принимаются.
Питер Эткинс писал, что вопреки мнению, согласно которому сфера науки ограничена «физическим миром», а религия имеет дело с «духовным», в рамках научного атеизма также считается, что сферой науки является физический мир, но другой разновидности мира не существует, а «духовное» — это иллюзия, порожденная физически существующим человеческим мозгом.
Для доказательства существования сверхъестественного часто используется неверное представление о критерии правильности вывода. От науки сторонники существования сверхъестественного требуют абсолютных доказательств и строгих формулировок наподобие математических теорем. Отсутствие таких абсолютных математически точных доказательств интерпретируется ими как подтверждение их взглядов: нельзя доказать, что Бога нет, значит он есть; либо делается вывод, что альтернативы должны рассматриваться равноценно. В математике действительно нечто может быть или доказанным, или недоказанным, промежуточных состояний не существует. Однако в реальности те или иные утверждения всегда присутствуют с той или иной промежуточной степенью достоверности. С очень высокой практической достоверностью доказать или опровергнуть что-либо возможно. Обоснованность вывода увеличивается с увеличением числа фактов и установления их систематической согласованности. Интерпретации, которые никак не стыкуются с остальной массой хорошо установленных знаний, не обладают предсказательной силой, то есть являются ошибочными. В этом положении соединяются требования научной методологии о необходимости согласования знаний и принцип бритвы Оккама. Бритва Оккама отсекает представления о реальности божественного. Наука никогда не использует в качестве инструмента сверхъестественное, бога или мистику.
Христианство подвергалось критике, в частности, в связи с его учением о посмертной участи человека. Согласно христианскому учению, все люди наследуют грех Адама и заслуживают вечного осуждения. Все, кто умирают некрещёными, включая младенцев, попадают в ад и будут страдать в вечных муках. У людей нет причин жаловаться на это, поскольку они все злы. В «Исповеди» Августин Блаженный перечисляет грехи, в которых он был виновен, ещё будучи в колыбели. Но по благодати Божией некоторые люди из числа тех, кто был крещён, избраны, чтобы попасть на небеса; это избранные. Они отправляются на небеса не потому, что они хорошие; все люди полностью испорчены, за исключением случаев, когда Божия благодать, которая даруется только избранным, позволяет им быть другими. Невозможно указать причину, по которой некоторые спасены, а остальные прокляты. Воля Бога выглядит немотивированной. Осуждение доказывает Божию справедливость; спасение — Его милосердие; оба аспекта в равной степени свидетельствуют о Его благости.

## Естественные науки
Наука к настоящему времени не выяснила, насколько вероятно стечение обстоятельств, которое привело к появлению жизни, но существенно продвинулась в этом направлении и показала, что для возникновения жизни не требуется сверхъестественных сил; ряд форм креационизма, представлений о сотворении мира Богом, противоречит не только современной биологии, но и физике, геологии и исторической науке, например, идея части креационистов, что Земля существует около 6 тысяч лет, основанная на буквальной трактовке Библии; другие формы креационизма, согласно которым именно человек появился в результате божественного вмешательства, также противоречат не только эволюционной биологии, но и ряду других научных дисциплин.
Вопреки популярным представлениям, попытки обнаружения материального проявления души не получили положительных результатов. Нет доказательств, подтверждающих существование души, включая косвенные признаки влияния души на реальный мир, которые могли стать такими доказательствами. Идея души противоречит современным психологии, нейробиологии и физике. Вопреки распространённому мнению, что мозг это «загадка мироздания», изучать который не стоит и пытаться, благодаря современному научному инструментарию понятны базовые принципы работы мозга, механизм построения ассоциаций, узнавания, запоминание, забывание, возможно считывание смыслов, построение моделей, приблизительно воспроизводящих принцип работы мозга; в рамках работы мозга не наблюдаются паранормальное, душа, эктоплазма или эссенция; работа мозга описывается как сложная сеть нейронов.
Согласно исследователям из Университета Джонса Хопкинса, изучающие эффекты «духовной молекулы» ДМТ, которая является как эндогенной молекулой в человеческом мозге, так и активной молекулой в психоделическом аяуаске, подавляющее большинство респондентов заявили, что ДМТ привёл их к контакту с «сознательной, разумной, доброжелательной и священной сущностью», и описали ощущения радости, доверия, любви и доброты. Более половины тех, кто ранее идентифицировал себя как атеистов, описали некий тип веры в высшую силу или Бога после этого опыта. Около четверти тех, кто страдает от височной эпилепсии, испытывают то, что описывается как религиозный опыт. Нейробиолог В. С. Рамачандран предположил, что приступы в височной доле, которая тесно связана с эмоциональным центром мозга, лимбической системой, могут привести к тому, что страдающие этим явлением будут воспринимать даже банальные объекты как имеющие высокую значимость.
Популяризатор атеистического мировоззрения Сэм Харрис интерпретировал ряд открытий в области нейробиологии, чтобы утверждать, что Бог является всего лишь воображаемой сущностью, не имеющей под собой никакой основы в реальности.

## Психология и социология
Эмиль Дюркгейм одним из первых предположил, что боги представляют собой воображаемое расширение человеческой социальной жизни. В соответствии с этим психолог Мэтт Россано писал, что когда люди начали жить в больших группах, они могли создать в своём представлении богов как средство обеспечения соблюдения морали. В небольших группах мораль может быть обеспечена социальными средствами, такими как сплетни или репутация. Однако гораздо сложнее обеспечить соблюдение морали в гораздо больших группах. Россано писал, что, обратившись к идее вечно бдительных богов и духов, люди открыли эффективную стратегию для сдерживания эгоизма и создания более кооперативных групп.
Исследование 2016 года показало, что вера в сверхъестественное, свойственная религиозным и паранормальным верованиям, коррелировала у испытуемых со всеми изучаемыми переменными — с низким уровнем систематизации, слабыми интуитивными физическими навыками, плохими техническими способностями, слабыми способностями к мысленному вращению объектов, низкими школьными оценками по математике и физике, низким общим уровнем знакомства с физическими и биологическими явлениями, интуитивным способом мышления и, в особенности, со свойством присваивать ментальность нементальным явлениям. Регрессионный анализ показал, что наиболее значительными предикторами веры в сверхъестественное были низкий уровень общего понимания физического мира и интуитивный способ мышления.
Согласно данным психологических экспериментов, далеко не все религиозные идеи, которые имеются у людей, являются вполне осознанными, и на бессознательном уровне люди антропоморфизируют божество, наделяя его чисто человеческими особенностями восприятия, памяти, мышления, мотивации поступков, причём многие из этих воззрений не осознаются самими верующими и часто вступают в прямое противоречие с той верой, которую они исповедуют на сознательном уровне.
Психологи, изучающие чувство благоговения, обнаружили, что участники, испытывающие благоговение после просмотра сцен природных чудес, с большей вероятностью поверят в сверхъестественное существо и будут рассматривать события как результат замысла, даже если им даны случайно сгенерированные числа.
Аргумент о большом числе верующих учёных, используемый в пользу идеи существования Бога и сверхъестественного в целом, был опровергнут данными опросов ещё с начала XX века, свидетельствующими, что процент верующих учёных не только низок, но и сокращается с течением времени. Исследования по данной теме начались с американского психолога Джеймса Х. Леубы и его известного опроса 1914 года. Он обнаружил, что 58 % из 1000 случайно выбранных американских учёных выразили неверие или сомнение в существовании Бога, а среди «крупных» учёных неверующих оказалось почти 70 %. Леуба повторил свой опрос в несколько иной форме в 1934 году (20 лет спустя) и обнаружил, что доля неверующих учёных увеличилась до 67 %, а среди «крупных учёных» достигла 85 %. В 1996 году исследователи повторили опрос Леубы 1914 года и опубликовали результаты в журнале Nature. Они обнаружили мало изменений с 1914 года для американских учёных в целом: 60,7 % выразили неверие или сомнение в существовании Бога. В 1998 году исследователи воспроизвели вторую фазу опроса Леубы 1914 года, чтобы оценить веру среди «крупных» ученых, и обнаружили, что уровень веры ниже, чем когда-либо — всего 7 % респондентов. «Крупные» учёные были членами Национальной академии наук США (NAS). Опрос выявил почти всеобщее неприятие трансцендентного учёными-естественниками NAS. Неверие в Бога и бессмертие души среди биологов NAS составило 65,2 % и 69,0 % соответственно, а среди физиков NAS — 79,0 % и 76,3 %. Большинство остальных были агностиками по обоим вопросам, верующих было немного. Самый высокий процент веры был обнаружен среди математиков NAS (14,3 % в Бога, 15,0 % в бессмертие души). Самый низкий уровень веры был у биологов (5,5 % в Бога, 7,1 % в бессмертие души), а у физиков и астрономов он был немного выше (7,5 % в Бога, 7,5 % в бессмертие души).
Леуба объяснил более высокий уровень неверия и сомнений среди «крупных» учёных их «превосходными знаниями, пониманием и опытом». Аналогичным образом учёный Оксфордского университета Питер Эткинс прокомментировал опрос 1996 года: «Вы, очевидно, можете быть учёным и иметь религиозные убеждения. Но я не думаю, что вы можете быть настоящим учёным в самом глубоком смысле этого слова, потому что это столь чуждые друг другу категории знания».
В 2013 году аналогичное исследование было проведено среди членов Лондонского королевского общества, которых опрашивали об их вере в личного Бога, существование сверхъестественной сущности, сознание, переживающее смерть, и о том, занимают ли религия и наука непересекающиеся магистерии (англ. non-overlapping magisteria, NOMA). Подавляющее большинство членов подтвердили решительное неприятие веры в личного Бога, существование сверхъестественной сущности и жизни после смерти. По «NOMA» большинство членов не указали ни сильного несогласия, ни сильного согласия. Религиозное воспитание в детстве и возраст не имеют существенной связи с текущим отношением к религии. Научная дисциплина сыграла небольшое, но значимое влияние: биологи ещё менее склонны быть религиозными, чем физики, и с большей вероятностью ощущают конфликт между наукой и религией. В целом, большинство опрошенных указали на отсутствие веры в Бога, при этом 78,0 % категорически не согласны и только 8,1 % полностью согласны. Неверие в личного Бога было ещё сильнее; 86,6 % категорически не согласны и 5,3 % полностью согласны. Вера в сознание, переживающее смерть, на аналогичном уровне; 85,0 % категорически не согласны и 8,1 % полностью согласны.

## Антропология
Согласно антропологическим исследованиям разных культур, люди не воспринимают естественные и сверхъестественные объяснения как раздельные или взаимоисключающие. Напротив, примирение естественных и сверхъестественных объяснений видится как нормальное и имеет широкое распространение во всех культурах. Кросс-культурные исследования показывают, что в восприятии как взрослых, так и детей сосуществуют естественные и сверхъестественные объяснения многих вещей в мире, таких как болезни, смерть и происхождение чего-либо. Конкретный котекст и культурные факторы играют большую роль в том, когда и как люди используют естественные и сверхъестественные объяснения. Сосуществование естественных и сверхъестественных объяснений может быть результатом взаимодействия двух различных когнитивных сфер, связанной с физическим миром и с социальными отношениями. Сосуществование этих объяснений показано в исследованиях коренных народов.
Антрополог Паскаль Буайе считает, что, хотя в мире существует широкий спектр концепций сверхъестественного, в целом сверхъестественные существа, как правило, ведут себя во многом как люди. Создание образов богов и духов как личностей является одной из самых известных черт религии. Он приводил примеры из греческой мифологии, которая, по его мнению, похожа на современную мыльную оперу, гораздо больше, чем другие религиозные системы. Бертран дю Кастель и Тимоти Юргенсен посредством формализации демонстрируют, что объяснительная модель Буайе соответствует эпистемологии физики, постулируя не наблюдаемые напрямую сущности как посредников. По мнению антрополога Стюарта Гатри, люди проецируют человеческие черты на нечеловеческие аспекты мира, потому что это делает эти аспекты более знакомыми. Зигмунд Фрейд также предполагал, что концепции бога являются проекциями отца.

## Критика влияния на общество

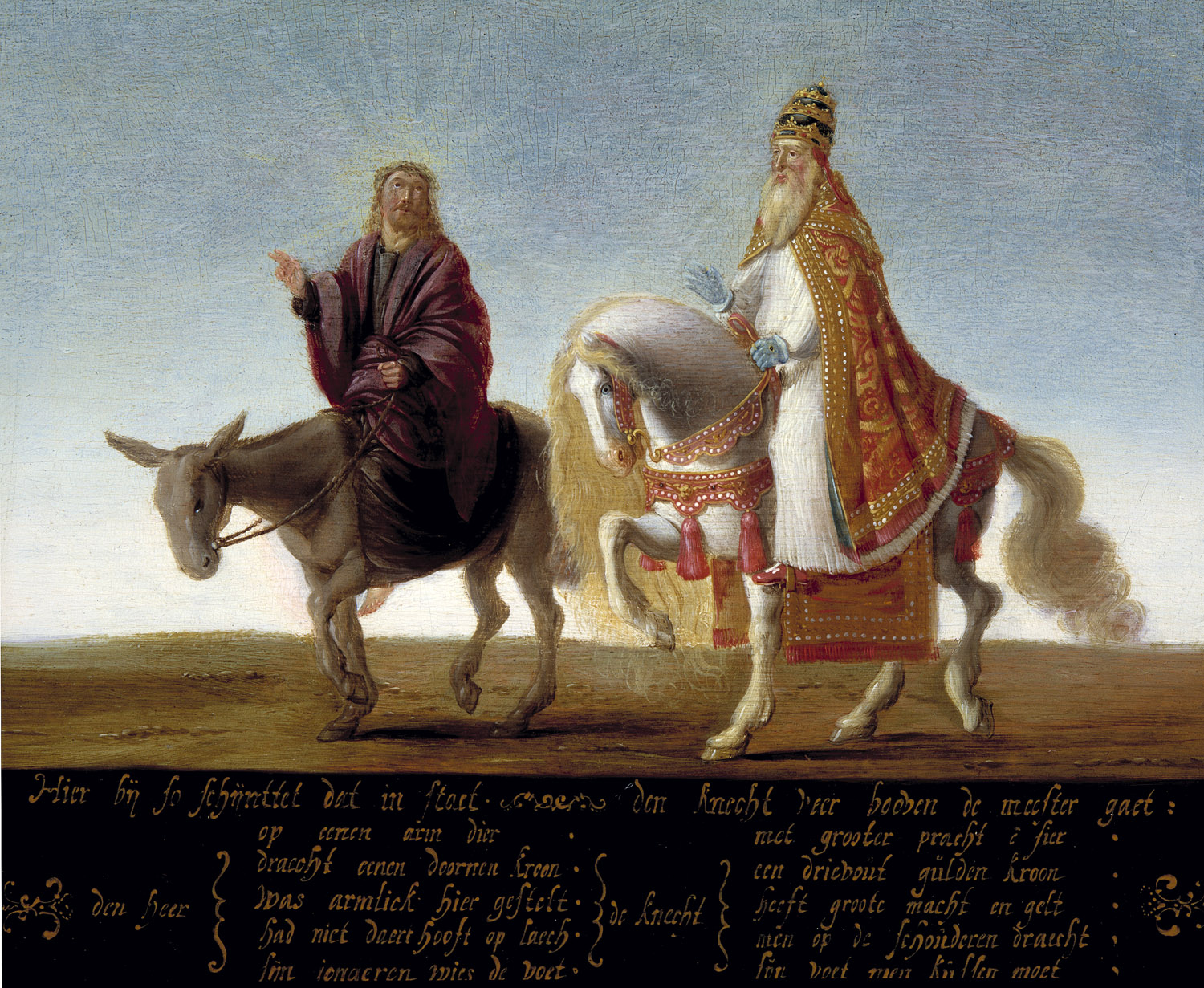
Христос на осле и Папа на коне. Слуга превзошёл своего господина: сатира в рамках Реформации, начало XV века

В некоторых системах верований религиозные лидеры и верующие подчеркивают преимущества своей религии и критикуют другие религии. В силу особенностей религиозных верований вера одного человека часто подразумевает, что вера другого неправильна и, возможно, даже оскорбительна, является богохульством. Основные мировые религии часто имеют очень разные формулировки и убеждения относительно Бога или богов, других персонажей религии, а также относительно различных этических и социальных вопросов.
Предметом дискуссии является вопрос, поддерживает ли христианство насилие и является ли оно религией насилия. Одни указывают на крестовые походы, большое число случаев благословения войн, поддержку смертной казни, телесных наказаний под предлогом «пожалеешь розги — испортишь ребёнка», оправдание рабства, европейский колониализм под предлогом обращения в христианство, систематическое насилие над женщинами и др. Противоположная сторона указывает на образ Христа, чья Нагорная проповедь учила ненасилию и любви к врагам; Иисус не противился обвинителям и принял смерть на кресте, не оказав насильственного сопротивления; его ненасильственное учение вдохновило ранних христиан и впоследствии сохранилось в доктрине оправданной войны, которая объявляет любую войну грехом, иногда рассматривая её как необходимое зло; в запрете войны монахами и духовенством, а также в устойчивой традиции христианского пацифизма. Классическая теология в значительной степени связана с примирением с насилием и с его поддержкой, однако христианство содержит также ненасильственный дискурс.
Французский историк Пьер Весперини писал, что христианизация не была «естественной», «спонтанной», «органичной». Этот процесс носил насильственный характер. Старые культы были запрещены, статуи, храмы разрушены, священные деревья уничтожены, боги низвергнуты, множество дохристианских текстов погибло. В целом, язычество подверглось повсеместным гонениям. При этом, по мнению Весперини, Церковь не ограничивалась репрессивными мерами, но ввела ряд религиозных практик, напоминавших о былых временах и в какой-то мере компенсировавших культурные потери. Весперини считает, что христианство в Европе никогда не исповедовалось добровольно, но всегда опиралось на государственное насилие. По мнению Весперини, как только угроза насилия исчезла, Европа быстро дехристианизировалась. Это происходит настолько быстро, что возникает вопрос, было ли язычество вообще искоренено.
Из всех религий христианство больше всего ассоциируется с колониализмом, поскольку западные его формы (католицизм и протестантизм) были религиями европейских держав, осуществлявших колониальную экспансию в мировом масштабе. Первые историки церкви, которые каталогизировали сведения по истории христианского миссионерства, давали агиографические описания испытаний миссионеров, их успехов, а иногда и мученичества. Миссионеры были представлены как святые, образцы идеального благочестия среди окружающей их «дикости». Однако к середине XX века, в эпоху движений за гражданские права, антиколониализма и растущей секуляризации, историки стали описывать миссионеров как «высокомерных и хищных империалистов». Христианство воспринималось этими авторами не как спасительная благодать, а как монолитная и агрессивная религия, которую миссионеры навязывали «непокорным туземцам». Миссионеры понимались как важные агенты постоянно расширяющихся государств или идеологические и фанатичные «войска» колониального вторжения.
Церковь Англии санкционировала рабство на сахарных плантациях в колониальном Барбадосе; в XIX веке протестантские священники в Соединённых Штатах защищали рабство на хлопковом Юге в девятнадцатом веке. Известны подобные примеры из Азии и Африки. Особенно показательный пример представляет собой взлет и падение апартеида в Южной Африке, где религия как поддерживала систему расовой сегрегации, так и помогала низвергнуть её. Холокост проводился в преимущественно христианской стране, и «Майн Кампф» Адольфа Гитлера, оправдывая идею выселения евреев, апеллировал к христианским темам. Антисемитская идеология нацизма заимствовала многие элементы из христианского антииудаизма, вписав их в рамки тоталитаризма.